# Драушковиц
Драушковиц или Дру́жкецы (нем. Drauschkowitz; в.-луж. Družkecy) — деревня в Верхней Лужице, Германия. Входит в состав коммуны Добершау-Гаусиг района Баутцен в земле Саксония. Подчиняется административному округу Дрезден.

## География
Граничит с деревнями Дживочицы коммуны Гёда (Dźiwoćicy, Siebitz) на севере, Гнашецы (Hnašecy, Gnaschwitz) на юго-востоке, Нове-Дружкецы (Nowe Družkecy) на юге и Брезынка (Brězynka, Brösang) на западе.

## История
Впервые упоминается в 1353 году как Друцкевич (Druzkewicz).
До 1974 года деревня был административным центром одноимённой коммуны. С 1974 года входит в состав коммуны Добершау-Гаусиг.
В настоящее время деревня входит в состав культурно-территориальной автономии «Лужицкая поселенческая область», на территории которой действуют законодательные акты земель Саксонии и Бранденбурга, содействующие сохранению лужицких языков и культуры лужичан.

## Население
Согласно статистическому сочинению «Dodawki k statisticy a etnografiji łužickich Serbow» Арношта Муки в 1884 году проживало 60 человек (из них — 52 серболужичанина (87 %)).
Лужицкий демограф Арношт Черник в своём сочинении «Die Entwicklung der sorbischen Bevölkerung» пишет, что серболужицкое население деревни в 1956 году составляло 8,6 % (из них верхнелужицким языком активно владело 26 человек, 8 — пассивно, 1 несовершеннолетний владел языком).
Официальным языком, кроме немецкого, является также верхнелужицкий язык.
| 1777 | 1834 | 1871 | 1884 | 1890 | 1910 | 1925 | 1939 | 1946 | 1950 | 1964 | 2011 |
| ---- | ---- | ---- | ---- | ---- | ---- | ---- | ---- | ---- | ---- | ---- | ---- |
| 8    | 38   | 59   | 60   | 57   | 224  | 304  | 343  | 378  | 413  | 355  | 75   |